# Planchonella sessilis
Planchonella sessilis är en tvåhjärtbladig växtart som beskrevs av Albert Charles Smith och Steven P. Darwin. Planchonella sessilis ingår i släktet Planchonella och familjen Sapotaceae. Inga underarter finns listade i Catalogue of Life.